# Český lev 2007
Vítězové filmových cen Český lev byli vyhlášeni 1. března 2008 v pražské Lucerně. Večerem provázel Jaroslav Dušek. Televizní přenos zajišťovala Česká televize na kanále ČT1. Nejlepším filmem byl vyhlášen snímek Tajnosti. 
Nominační večer se uskutečnil 9. února, přenos zajišťovala Česká televize a provázela jím Ester Kočičková.

## Hlavní ceny

### Film
- Tajnosti
- Vratné lahve
- Václav

### Režie
- Jan Svěrák (Vratné lahve)
- Alice Nellis (Tajnosti)
- Petr Nikolaev (...a bude hůř)

### Scénář
- Zdeněk Svěrák (Vratné lahve)
- Alice Nellis (Tajnosti)
- Marek Epstein a Jiří Vejdělek (Václav)

### Kamera
- Ramunas Greičius (Tajnosti)
- Vladimír Smutný (Vratné lahve)
- Diviš Marek (...a bude hůř)

### Hudba
- Becky Bentham, Edouard Dubois, Christopher Gunning (Edith Piaf)
- Jan P. Muchow (Václav)
- Vladimír Godár (Venkovský učitel)

### Střih
- Jiří Brožek (...a bude hůř)
- Alois Fišárek (Vratné lahve)
- Adam Dvořák (Tajnosti)

### Zvuk
- Laurent Zeilig (Edith Piaf)
- Jakub Čech, Pavel Rejholec (Vratné lahve)
- Viktor Ekrt, Marek Hart (Tajnosti)

### Výtvarný počin
- Jan Balej (Jedné noci v jednom městě) - výtvarník
- Petr Pištěk, Tomáš Kučas + Martin Novotný (...a bude hůř) - architekti + výprava
- Simona Rybáková (...a bude hůř) - kostýmy

### Mužský herecký výkon v hlavní roli
- Ivan Trojan (Václav)
- Zdeněk Svěrák (Vratné lahve)
- Karel Roden (Tajnosti)

### Mužský herecký výkon ve vedlejší roli
- Jan Budař (Václav)
- Pavel Landovský (Vratné lahve)
- Boleslav Polívka (ROMing)

### Ženský herecký výkon v hlavní roli
- Marion Cotillard (Edith Piaf)
- Iva Bittová (Tajnosti)
- Daniela Kolářová (Vratné lahve)

### Ženský herecký výkon ve vedlejší roli
- Zuzana Bydžovská (Gympl)
- Martha Issová (Tajnosti)
- Anna Geislerová (Medvídek)

## Vedlejší ceny

### Celoživotní dílo
- Vojtěch Jasný

### CenaSazky- nerealizovaný scénář
- Zdeněk Mahler (Nokturno)